# Poecilotriccus plumbeiceps
Poecilotriccus plumbeiceps là một loài chim trong họ Tyrannidae.